# Campeonato Mundial de Esgrima de 1986
El XLIX Campeonato Mundial de Esgrima se celebró en Sofía (Bulgaria) entre el 25 de julio y el 3 de agosto de 1986 bajo la organización de la Federación Internacional de Esgrima (FIE) y la Federación Búlgara de Esgrima.

## Medallistas

### Masculino
| Evento              | Oro                                                                                           | Plata | Bronce                                                                                          |
| ------------------- | --------------------------------------------------------------------------------------------- | --- | ----------------------------------------------------------------------------------------------- |
| Florete individual  | Andrea Borella · Italia                                                                       | Tulio Díaz Babier · Cuba                                                                                  | Mauro Numa · Italia                                                                             |
| Florete por equipos | Mauro Numa · Andrea Cipressa · Andrea Borella · Federico Cervi · Angelo Scuri · Italia        | Harald Hein Matthias Behr Thorsten Weidner Ulrich Schreck RFA                                             | Jens Howe Ingo Weißenborn Udo Wagner Adrian Germanus Aris Enkelmann RDA                         |
| Espada individual   | Philippe Riboud Francia                                                                       | Mikloș Bodoczi Rumania                                                                                    | Olivier Lenglet Francia                                                                         |
| Espada por equipos  | Alexander Pusch Elmar Borrmann Volker Fischer Arnd Schmitt RFA                                | Serguei Kravchuk Andrei Shuvalov Alexandr Mozhayev Mijail Tishko URSS                                     | Sandro Cuomo · Stefano Bellone · Angelo Mazzoni · Maurizio Randazzo · Italia                    |
| Sable individual    | Serguei Mindirgasov URSS                                                                      | Imre Bujdosó · Hungría                                                                                    | Vasil Etropolski Bulgaria                                                                       |
| Sable por equipos   | Andrei Alshan Gueorgui Pogosov Serguei Mindirgasov Viktor Krovopuskov Serguei Koriazhkin URSS | Janusz Olech · Robert Kościelniakowski · Andrzej Kostrzewa · Krzysztof Koniusz · Tadeusz Piguła · Polonia | Jristo Etropolski Vasil Etropolski Gueorgui Chomakov Marin Ivanov Nikolai Marincheshki Bulgaria |

### Femenino
| Evento              | Oro                                                                    | Plata                                                                               | Bronce                                                                             |
| ------------------- | ---------------------------------------------------------------------- | ----------------------------------------------------------------------------------- | ---------------------------------------------------------------------------------- |
| Florete individual  | Anja Fichtel RFA                                                       | Sabine Bau RFA                                                                      | Olga Voshchakina URSS                                                              |
| Florete por equipos | Valentina Sidorova Olga Velichko Olga Voshchakina Marina Soboleva URSS | Margherita Zalaffi · Annapia Gandolfi · Giovanna Trillini · Lucia Traversa · Italia | Sabine Bau Anja Fichtel Sabine Bischoff Christiane Weber Zita-Eva Funkenhauser RFA |

## Medallero
| Núm. | País     | Oro | Plata | Bronce | Total |
| ---- | -------- | --- | ----- | ------ | ----- |
| 1    | URSS     | 3   | 1     | 1      | 5     |
| 2    | RFA      | 2   | 2     | 1      | 5     |
| 3    | Italia   | 2   | 1     | 2      | 5     |
| 4    | Francia  | 1   | 0     | 1      | 2     |
| 5    | Cuba     | 0   | 1     | 0      | 1     |
| 5    | Hungría  | 0   | 1     | 0      | 1     |
| 5    | Rumania  | 0   | 1     | 0      | 1     |
| 5    | Polonia  | 0   | 1     | 0      | 1     |
| 9    | Bulgaria | 0   | 0     | 2      | 2     |
| 10   | RDA      | 0   | 0     | 1      | 1     |
|      | TOTAL    | 8   | 8     | 8      | 24    |